# 舞台「7ORDER」
『舞台「7ORDER」』(ぶたいセブンオーダー)は、7ORDERの映像作品。2020年3月16日にネルケプランニングから発売。

## 概要
7ORDER projectの記念すべき第一弾作品となる。DVD盤とBlu-ray盤の2種類が存在しているが、収録内容は共通である。1幕は「AZ法」と呼ばれる遺伝子レベルで区分けされた世界観を生きるZ（最下層）の7人の青年が夢を掴むまでのストーリーを描く。2幕はショータイムとなっており、7ORDERのオリジナル曲が披露された。

### 特典
- 先着特典 - ポストカード７枚セット（対象店舗別の全1種）[6]

## キャスト
- ケンタロウ - 安井謙太郎
- ユウマ - 真田佑馬
- ショウキ - 諸星翔希
- ミュート - 森田美勇人
- ケイゴ - 萩谷慧悟
- アラン - 阿部顕嵐
- レオ - 長妻怜央

## スタッフ
- 脚本 - 河西裕介
- 演出 - 児玉明子

## 収録内容

### DISC1
舞台「7ORDER」
- 1幕（舞台本編）
- 2幕（ライブ）

1. Sabãoflower
2. BOW!!
3. Break it
4. タイムトラベラー
5. LIFE

### DISC2
1. メンバー７人によるビジュアルコメンタリー
2. 未公開バックステージ